# الله‌آباد (لاله‌زار)
الله‌آباد یک روستا در ایران است که در بخش لاله‌زار در شهرستان بردسیر استان کرمان واقع شده‌است. الله‌آباد ۱۶ نفر جمعیت دارد.

## جمعیت
این روستا در دهستان قلعه عسگر قرار دارد و براساس سرشماری مرکز آمار ایران در سال ۱۳۸۵، جمعیت آن ۱۶ نفر (۴ خانوار) بوده‌است.